# Mary Cagnin
Mariana Cagnin mais conhecida como Mary Cagnin (23 de março de 1990) é uma ilustradora e quadrinista brasileira.

## Biografia
Formada em Artes Visuais na Unesp, hoje atua como ilustradora e quadrinista. Em 2009 iniciou a série em estilo mangá Vidas Imperfeitas no formato de fanzine, a sexta e última edição do fanzine foi lançada como pdf gratuito em 2012, no ano seguinte, a série passou a ser publicada pela HQM Editora no selo HQM Mangá, num total de 3 edições. Em 2016, lança o projeto de financiamento coletivo da história de ficção científica Black Silence no site Catarse e em 2017, participou da graphic novel A Samurai: Primeira Batalha de Mylle Silva.
É premiada no Prêmio Angelo Agostini na categoria Desenhista e Roteirista. Ainda em 2017, é convidada pela Embaixada Brasileira a participar da Feira do Livro de Gotemburgo. Em 2019 lança a webcomic Bittersweet, a qual é indicada ao HQMix em 3 categorias, e em 2020 o quadrinho ganhou uma versão impressa.
Produz conteúdo para seu canal do YouTube, que conta atualmente com mais de 315 mil inscritos e ministra cursos em espaços como Casa do Artista, Universo da Cor, Sesc e cursos online em plataforma própria. Tem uma vasta experiência na área, aliando didática e conteúdo de qualidade de forma simples e dinâmica.

## Prêmios e indicações
| Ano  | Prêmio                 | Categoria                 | Obra          | Resultado | Ref           |
| ---- | ---------------------- | ------------------------- | ------------- | --------- | ------------- |
| 2017 | Prêmio Angelo Agostini | Desenhista                | Black Silence | Venceu    | [ 12 ]        |
| 2017 | Troféu HQ Mix          | Novo talento (desenhista) | Black Silence | Indicado  | [ 13 ]        |
| 2017 | Troféu HQ Mix          | Novo talento (roteirista) | Black Silence | Indicado  | [ 13 ]        |
| 2020 | Prêmio Angelo Agostini | Colorista                 | Bittersweet   | Venceu    | [ 14 ]        |
| 2020 | Prêmio Angelo Agostini | Web quadrinho             | Bittersweet   | Indicado  | [ 15 ]        |
| 2020 | Troféu HQ Mix          | Colorista                 | Bittersweet   | Indicado  | [ 16 ]        |
| 2020 | Troféu HQ Mix          | Desenhista                | Bittersweet   | Indicado  | [ 16 ]        |
| 2021 | Prêmio Angelo Agostini | Desenhista                | Bittersweet   | Indicado  | [ 17 ] [ 18 ] |
| 2021 | Prêmio Angelo Agostini | Roteirista                | Bittersweet   | Venceu    | [ 17 ] [ 18 ] |
| 2021 | Prêmio Angelo Agostini | Lançamento independente   | Bittersweet   | Indicado  | [ 17 ] [ 18 ] |